# Ciclismo ai Giochi della VII Olimpiade - 50 chilometri
La competizione della 50 chilometri su pista di ciclismo dei Giochi della VII Olimpiade si tenne il giorno 10 agosto 1920 al Velodrome Zuremborg di Anversa, in Belgio.

## Risultato
| Pos.    | Atleta              | Nazione       | Tempo     |
| ------- | ------------------- | ------------- | --------- |
| Oro     | Henry George        | Belgio        | 1h16'43"2 |
| Argento | Albert Alden        | Gran Bretagna |           |
| Bronzo  | Petrus Ikelaar      | Paesi Bassi   |           |
| 4       | Ruggero Ferrario    | Italia        |           |
| 5       | Herbert McDonald    | Canada        |           |
| 6       | Franco Giorgetti    | Italia        |           |
| 7       | William Smith       | Sudafrica     |           |
| 8       | Charles Cadron      | Belgio        |           |
| 8       | Gaston Alancourt    | Francia       |           |
| 8       | Gustave De Schryver | Belgio        |           |
| 8       | Jock Stewart        | Gran Bretagna |           |
| 8       | Primo Magnani       | Italia        |           |
| 8       | Thomas Harvey       | Gran Bretagna |           |
| -       | Jean Majérus        | Lussemburgo   | DNF       |
| -       | William Beck        | Stati Uniti   | DNF       |
| -       | Thomas Johnson      | Gran Bretagna | DNF       |
| -       | Jack King           | Australia     | DNF       |
| -       | Félix Dockx         | Belgio        | DNF       |
| -       | Arie van der Stel   | Paesi Bassi   | DNF       |
| -       | Anthony Young       | Stati Uniti   | DNF       |
| -       | William Taylor      | Canada        | DNF       |
| -       | Norman Webster      | Canada        | DNF       |
| -       | Harold Bounsell     | Canada        | DNF       |
| -       | Courder             | Francia       | DNF       |
| -       | Enguerrand          | Francia       | DNF       |
| -       | Anton Krijgsman     | Paesi Bassi   | DNF       |
| -       | Willem Ooms         | Paesi Bassi   | DNF       |
| -       | Luigi Gilardi       | Italia        | DNF       |
| -       | James Walker        | Sudafrica     | DNF       |
| -       | Fred Taylor         | Stati Uniti   | DNF       |
| -       | Frank Small         | Stati Uniti   | DNF       |